# Hohmann (cràter)
|  | No s'ha de confondre amb Hopmann (cràter). |

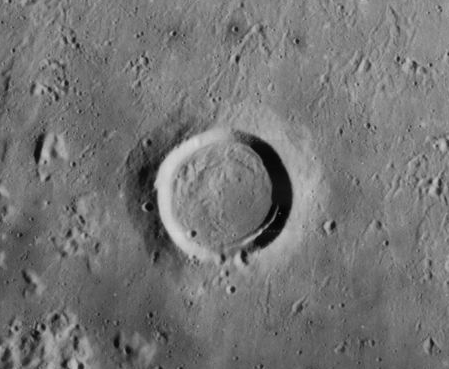
Fotografia de la missió Lunar Orbiter 4 (1967)

Hohmann és un cràter d'impacte que es troba dins de la conca central de la formació de la Mare Orientale, en lacara oculta de la Lluna. Es localitza al sud del cràter Maunder, i a l'oest del cràter Kopff. A causa de la seva proximitat a l'extremitat lunar occidental, aquesta àrea de la superfície és de tant en tant visible durant fases de libració favorables. No obstant això, la conca s'albira lateralment, restringint la quantitat de detalls que es poden observar des de la Terra.

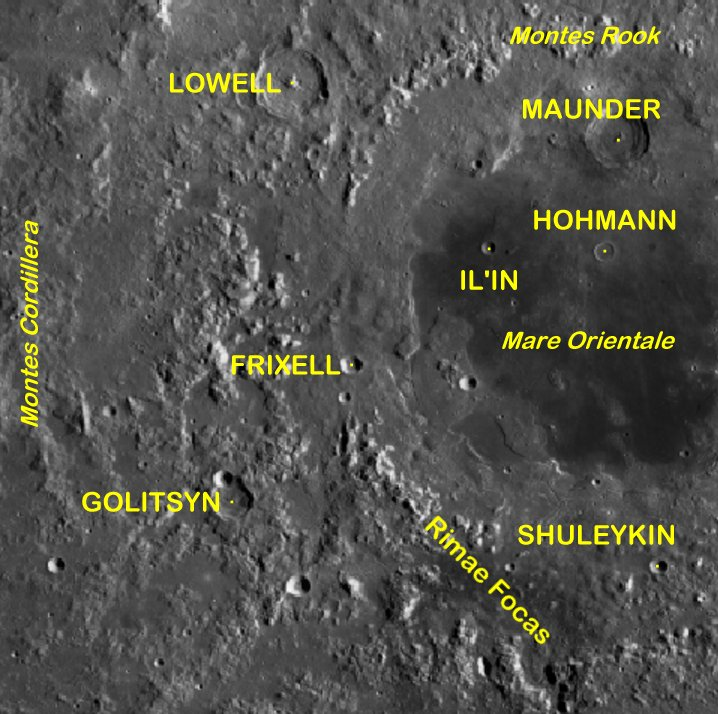
Localització de Hohmann (imatge LRO)

La vora d'aquest cràter és circular i només lleugerament desgastada, amb un parell de petits impactes que se superposen al bord sud. Una rampa exterior s'inclina fins a arribar a la superfície circumdant, amb la paret interior més pendent cap al sòl del cràter, i un talús terraplenat en la paret interior sud-est. Porcions dels voltants mostren evidències de dipòsits dels materials ejectats de Maunder (observables en una sèrie d'impactes secundaris). Part d'aquestes ejeccions poden haver estat dipositades a l'interior de Hohmann.

## Cràters satèl·lit
Per convenció aquests elements s'identifiquen en els mapes lunars col·locant la lletra en el costat del punt central del cràter que està més proper a Hohmann.
|         | \| Hohmann \| Coordenades \| Diàmetre \| \| ------- \| ------------------------------------ \| -------- \| \| Q \| 21° 48′ S, 98° 06′ O / 21.8°S,98.1°O \| 15 km \| |          |
| Hohmann | Coordenades | Diàmetre |
| Q       | 21° 48′ S, 98° 06′ O / 21.8°S,98.1°O | 15 km    |

Els següents cràters han estat canviats el nom per la UAI:
- Hohmann T— Vegeu Il'in (cràter).